# 営繕令
営繕令（ようぜんりょう/えいぜんりょう）は、令における編目の1つ。官が行う建築・製造についての規則を定める。日本の養老令では第20番目に位置して17条から構成されている。日本の大宝令もほぼ同一の内容であったと推定されている。
唐の永徽令にある営繕令を継受したと考えられているが、隋以前の令には存在せず、唐の令でも全体の最後から3番目（喪葬令・雑令の前）に置かれている。唐令では営繕令と深くかかわる工部が六部の官制の最後に来るために後方に置かれたとみられるが、日本令では比較的中位に置かれている。これについて日本では都城（京）の造営事業が国家事業として重要視されたという説もあるが確実な説ではない。これまで不明な部分が多かった唐の営繕令についても、唐の旧令に関する記載も収められた北宋の天聖令の発見によって研究が進められている。

## 概要
養老令においては、
1. 計功程（雇役された雇丁の季節ごとの仕事量の評価）
2. 有所営造（建物の造営・器具の製作時の手続）
3. 私第宅（私人が邸宅に楼閣を建てることを禁じる）
4. 営造軍器（武器などの軍器製作）
5. 錦羅（錦・羅・綾・紬などの織物の規格）
6. 在京営造（在京官司の造営手続）
7. 解巧作（白丁身分の技術者の登録）
8. 貯庫器仗（武器庫の武器の管理・修理）
9. 須女功（女性を雇役に用いる場合）
10. 瓦器経用（官司が使う土師器・陶器の破損）
11. 京内大橋（都にかかる主要な橋の修理）
12. 津橋道路（交通網の整備・修繕）
13. 有官船（官が保有する船の管理）
14. 官私船（官民が保有する船の登録）
15. 官船行用（官が保有する船の修理）
16. 近大水（堤防の管理・修理）
17. 堤内外（堤防の上や周囲に植樹を行う）

という構成となっており、季節ごとの労働者の仕事量の評価、宮殿などの造営を行う際の手続や予算・人員の確保、道や橋などの交通路や堤防などの公共物の整備・管理、公が用いる船や武器・陶器などの製造・修理・管理などの規定から成り立っている。
営繕令が扱う造営対象の中には軍事的要素を含むものがあったことや、謀叛を計画する者が営繕を口実に人員を徴発するリスクが考えられたために、唐では全ての造営には中央政府の許可を必要としていたが、日本では中央の官司による造営と軍事関係の造営（船や堤防を含む）には許可を必要としていたが、地方の官衙については新造の規制はあったものの、修繕については事後報告でよくむしろ損壊の放置が問題視されて修繕の励行が中央から命じられる程であった。